# Эт-Турба
Эт-Турба (араб. التربة‎) — город на юго-западе Йемена, на территории мухафазы Таиз.

## Географическое положение
Город находится в южной части мухафазы, в горной местности йеменского высокогорья, на высоте 1953 метров над уровнем моря.
Эт-Турба расположена на расстоянии приблизительно 40 километров к юго-юго-востоку (SSE) от Таиза, административного центра мухафазы и на расстоянии 228 километров к юго-юго-западу (SSW) от Саны, столицы страны.

## Население
По данным переписи 2004 года численность населения Эт-Турбы составляла 10 505 человек.

## Транспорт
Ближайший аэропорт — Международный аэропорт Таиза.